# Штафета 4 × 100 метара
Штафета 4 × 100 метара је атлетска спринтерска дисциплина у којој четири такмичара савлађују стазу дужине 400 метара, где сваки од њих трчи деоницу од 100 метара. Трка започиње са места одакле почиње трка на 400 метара и први такмичар је започиње из ниског старта. Штафетну палицу носи сваки такмичар и она се мора предати у пољу предвиђеном за то. То поље је дужине 20 метара (обично је означено линијама жуте боје) које се налазе удаљене по 10 метара са обе стране линије која означава деоницу од 100 метара.
Исход трке веома зависи од увежбаности такмичара, јер се предаја штафете обавља наслепо. Такмичар који прима штафету, стоји на почетку поља у коме се врши измена, држи руку иза себе, отворене шаке, спреман да прими штафету. Када му такмичар који носи штафету да договорени вербални знак, он почиње да трчи, не осврћући се иза себе. Сва одговорност за исправну предају штафете је на такмичару који штафету предаје, јер он мора штафету да преда тачно у отворену шаку, својој измени, и да је не пушта док је овај чврсто не прихвати. Прва и трећа измена најчешће штафету носе у десној руци а друга и четврта у левој, али то није правило, већ свака екипа може изводити на начин који њој највише одговара. Веома често се дешава да екипа буде дисквалификована зато што се предаја штафете изврши ван предвиђеног поља или се дешава да екипа изгуби зато што јој испадне штафетна палица. То се може десити чак и најбољим екипама.
Штафета Сједињених Америчких Држава је у историји доминирала у овој дисциплини у конкуренцији мушкараца, и прва је штафета која је трчала испод 38 секунди. Тренутни светски рекорд од 36,84 секунди је поставила штафета Јамајке (Неста Картер, Мајкл Фрејтер, Јохан Блејк, Јусејн Болт) на Олимпијским играма у Лондону 2012.
У женској конкуренцији, штафета Сједињених Америчких Држава је сматрана најбољом у годинама након дугог периода доминације Источне Немачке. Светски рекорд држи штафета Сједињених Америчких Држава (Тијана Медисон-Бартолета, Алисон Филикс, Бјанка Најт, Кармелита Џетер) од 40,82 секунди, које су истрчале 10. августа 2012. на Олимпијади у Лондону.

## Десет најбржих штафета свих времена
- Листа укључује искључиво државне репрезентације, не и штафете које су састављене од тркача/тркачица резличитих држављанстава. Листа је ажурирана 15. новембра 2024. по информацијама са сајта Светске атлетике.[1][2]

### Мушкарци:
| Ранг | Време (секунде,стотинке) | Тим               | Састав                                                                             | Датум              | Место    | Реф.  |
| ---- | ------------------------ | ----------------- | ---------------------------------------------------------------------------------- | ------------------ | -------- | ----- |
| 1.   | 36,84                    | Јамајка           | Неста Картер, Мајкл Фрејтер, Јохан Блејк, Јусејн Болт                              | 11. август 2012.   | Лондон   | [ 3 ] |
| 2.   | 37,10                    | Сједињене Државе  | Кристијан Колеман, Џастин Гетлин, Мајк Роџерс, Ноа Лајлс                           | 5. октобар 2019.   | Доха     | [ 4 ] |
| 3.   | 37,36                    | Велика Британија  | Адам Гемили, Зарнел Хјуз, Ричард Килти, Натанил Мичел-Блејк                        | 5. октобар 2019.   | Доха     | [ 4 ] |
| 4.   | 37,43                    | Јапан             | Шухеи Тада, Кирара Шираиши, Јошихиде Кирју, Абдул Хаким Сани Браун                 | 5. октобар 2019.   | Доха     | [ 4 ] |
| 5.   | 37,48                    | Канада            | Ерон Браун, Џером Блејк, Брендон Родни, Андре де Грас                              | 23. јул 2022.      | Јуџин    | [ 5 ] |
| 6.   | 37,50                    | Италија           | Лоренцо Пата, Марсел Џејкобс, Фаусто Десалу, Филипо Торту                          | 6. август 2021.    | Токио    | [ 6 ] |
| 7.   | 37,57                    | Јужна Африка      | Бајанда Валаза, Шон Масвангани, Бредли Нкоана, Акани Симбине                       | 9. август 2024.    | Сен Дени | [ 7 ] |
| 8.   | 37,62                    | Тринидад и Тобаго | Дарел Браун, Марк Бернс, Емануел Каландер, Ричард Томпсон                          | 2. август 2009.    | Берлин   |       |
| 9.   | 37,72                    | Бразил            | Родриго до Насименто, Виктор Хуго дос Сантос, Дерик Силва, Паоло Андре де Оливеира | 5. октобар 2019.   | Доха     | [ 4 ] |
| 10.  | 37,79                    | Француска         | Макс Мориније, Данијел Сангума, Жан-Шарл Труабал, Бруно Мари-Розе                  | 1. септембар 1990. | Сплит    |       |
| 10.  | 37,79                    | Кина              | Танг Сингкјанг, Сије Женје, Су Бингтиан, Ву Жићијанг                               | 4. октобар 2019.   | Доха     | [ 4 ] |

### Жене:
| Ранг | Време (секунде,стотинке) | Тим              | Састав                                                                      | Датум            | Место      | Реф.   |
| ---- | ------------------------ | ---------------- | --------------------------------------------------------------------------- | ---------------- | ---------- | ------ |
| 1.   | 40,82                    | Сједињене Државе | Тијана Медисон, Алисон Филикс, Бјанка Најт, Кармелита Џетер                 | 10. август 2012. | Лондон     | [ 8 ]  |
| 2.   | 41,02                    | Јамајка          | Бриана Вилијамс, Илејн Томпсон-Ера, Шели-Ен Фрејзер-Прајс, Шерика Џексон    | 6. август 2021.  | Токио      | [ 9 ]  |
| 3.   | 41,37                    | Источна Немачка  | Зилке Гладиш-Мелер, Сабине Ригер-Гинтер, Ингрид Аусервалд-Ланге, Марлиз Гер | 6. октобар 1985. | Канбера    |        |
| 4.   | 41,49                    | Русија           | Олга Богословскаја, Галина Малчугина, Наталија Воронова, Ирина Привалова    | 22. август 1993. | Штутгарт   | [ 10 ] |
| 5.   | 41,55                    | Велика Британија | Аша Филип, Имани Лансикот, Дина Ашер-Смит, Дерил Нејта                      | 5. август 2021.  | Токио      | [ 9 ]  |
| 5.   | 41,55                    | Велика Британија | Дина Ашер-Смит, Имани Лансикот, Ејми Хант, Дерил Нејта                      | 20. јул 2024.    | Лондон     | [ 11 ] |
| 6.   | 41,62                    | Немачка          | Татјана Пинто, Лиса Мајер, Ђина Ликенкемпер, Ребека Хасе                    | 29. јул 2016.    | Манхајм    |        |
| 7.   | 41,78                    | Француска        | Патрисија Жирар, Мјуриел Уртис-Уари, Силвиан Феликс, Кристин Арон           | 30. август 2003. | Сен Дени   |        |
| 8.   | 41,90                    | Обала Слоноваче  | Мјуриел Ауре-Демпс, Мари Жозе Та Лу, Џесика Гбаи, Мабунду Коне              | 25. август 2023. | Будимпешта | [ 12 ] |
| 9.   | 41,92                    | Бахаме           | Саватида Фајнс, Чендра Стирап, Полин Дејвис-Томпсон, Деби Фергусон          | 29. август 1999. | Севиља     | [ 13 ] |
| 10.  | 42,00                    | Совјетски Савез  | Антонина Побјубко, Наталија Воронова, Марина Жирова, Елвира Барбашина       | 17. август 1985. | Москва     |        |

## Континентални рекорди у трци штафета 4 × 100 метара за мушкарце
(стање 15. новембар 2024)
|     | Време | Тим              | Састав                                                                             | Датум               | Место    |
| --- | ----- | ---------------- | ---------------------------------------------------------------------------------- | ------------------- | -------- |
| АЗР | 37,43 | Јапан            | Шухеи Тада, Кирара Шираиши, Јошихиде Кирју, Абдул Хаким Сани Браун                 | 5. октобар 2019.    | Доха     |
| АФР | 37,57 | Јужна Африка     | Бајанда Валаза, Шон Масвангани, Бредли Нкоана, Акани Симбине                       | 9. август 2024.     | Сен Дени |
| ЕР  | 37,36 | Велика Британија | Адам Гемили, Зарнел Хјуз, Ричард Килти, Натанил Мичел-Блејк                        | 5. октобар 2019.    | Доха     |
| САР | 36,84 | Јамајка          | Неста Картер, Мајкл Фрејтер, Јохан Блејк, Јусејн Болт                              | 11. август 2012.    | Лондон   |
| ЈАР | 37,72 | Бразил           | Родриго до Насименто, Виктор Хуго дос Сантос, Дерик Силва, Паоло Андре де Оливеира | 5. октобар 2019.    | Доха     |
| ОКР | 38,12 | Аустралија       | Џошуа Ацопарди, Лахлан Кенеди, Кејлаб Лоу, Џејкоб Деспард                          | 8. август 2024.     | Париз    |
| РС  | 39,79 | СФР Југославија  | Младен Николић, Драган Зарић, Александар Поповић, Ненад Милинков                   | 19. септембар 1981. | Сарајево |

## Континентални рекорди у трци штафета 4 × 100 метара за жене
(стање 15. новембар 2024)
|     | Време | Тим              | Састав                                                                      | Датум             | Место      |
| --- | ----- | ---------------- | --------------------------------------------------------------------------- | ----------------- | ---------- |
| АЗР | 42,23 | Кина             | Ли Суемеи, Лиу Сјаомеи, Ли Јали, Сјиао Лин                                  | 23. октобар 1997. | Шангај     |
| АФР | 41,90 | Обала Слоноваче  | Мјуриел Ауре-Демпс, Мари Жозе Та Лу, Џесика Гбаи, Мабунду Коне              | 25. август 2023.  | Будимпешта |
| ЕР  | 41,37 | Источна Немачка  | Зилке Гладиш-Мелер, Сабине Ригер-Гинтер, Ингрид Аусервалд-Ланге, Марлиз Гер | 6. октобар 1985.  | Канбера    |
| САР | 40,82 | Сједињене Државе | Тијана Медисон, Алисон Филикс, Бјанка Најт, Кармелита Џетер                 | 10. август 2012.  | Лондон     |
| ЈАР | 42,29 | Бразил           | Евелин дос Сантос, Ана Клаудиа Лемос, Франсијела Красуцки, Розангела Сантос | 20. јул 2019.     | Лондон     |
| ОКР | 42,48 | Аустралија       | Ела Коноли, Бри Мастерс, Кристи Едвардс, Тори Луис                          | 20. јул 2024.     | Лондон     |
| РС  | 44,36 | Србија           | Катарина Врета, Ивана Илић, Ања Лукић, Милана Тирнанић                      | 25. мај 2024.     | Измир      |

## Победници на највећим међународним такмичењима

### Олимпијске игре

#### Мушкарци
- 2024 :  Канада (Ерон Браун, Џером Блејк, Брендон Родни, Андре де Грас) 37.50
- 2020 :  Италија (Лоренцо Пата, Марсел Џејкобс, Фаусто Десалу, Филипо Торту) 37.50
- 2016 :  Јамајка (Асафа Пауел, Јохан Блејк, Никл Ешмид, Јусејн Болт) 37.27
- 2012 :  Јамајка (Неста Картер, Мајкл Фрејтер, Јохан Блејк, Јусејн Болт) 36,84 СР
- 2008 :  Јамајка (Неста Картер, Мајкл Фрејтер, Јусејн Болт, Асафа Пауел) 37,10 СР
- 2004 :  Уједињено Краљевство (Џејсон Гарднер, Дарен Кембел, Марлон Девониш, Марк Луис-Франсис) 38,07
- 2000 :  Сједињене Државе (Џон Драмонд, Бернард Вилијамс, Брајан Луис, Морис Грин) 37,61
- 1996 :  Канада (Роберт Есми, Гленрој Гилберт, Брини Сирен, Донован Бејли) 37,69
- 1992 :  Сједињене Државе (Мајкл Марш, Лирој Барел, Денис Мичел, Карл Луис) 37,40 СР
- 1988 :  Совјетски Савез (Виктор Бризгин, Владимир Крилов, Владимир Муравјов, Виталиј Савин) 38,19
- 1984 :  Сједињене Државе (Сем Гради, Рон Браун, Калвин Смит, Карл Луис) 37,83 СР
- 1980 :  Совјетски Савез (Владимир Муравјов, Николај Сидоров, Андреј Прокофјев, Александар Аксинин) 38,26
- 1976 :  Сједињене Државе (Харви Гланс, Џон Весли Џоунс, Милард Хемптон, Стивен Ридик) 38,33
- 1972 :  Сједињене Државе (Лари Блек, Роберт Тејлор, Џералд Тинкер, Едвард Харт) 38,19 СР
- 1968 :  Сједињене Државе (Чарлс Грин, Мелвин Пендер, Рони Реј Смит, Џим Хајнс) 38,24 СР
- 1964 :  Сједињене Државе (Пол Дрејтон, Џералд Ешворт, Ричард Стебинс, Роберт Хејз) 39,0 СР
- 1960 :  Немачка (Бернд Кулман, Армин Хари, Валтер Малендорф, Мартин Лауер) 39,5 СР
- 1956 :  Сједињене Државе (Ајра Мерчисон, Лимон Кинг, Тејн Бејкер, Боби Џо Мороу) 39,5 СР
- 1952 :  Сједињене Државе (Дин Смит, Харисон Дилард, Линди Ремиџино, Ендру Стенфилд) 40,1
- 1948 :  Сједињене Државе (Барни Јуел, Лорензо Рајт, Харисон Дилард, Мел Патон) 40,6
- 1936 :  Сједињене Државе (Џеси Овенс, Ралф Меткалф, Фој Дрејпер, Френк Вајкоф) 39,8 СР
- 1932 :  Сједињене Државе (Роберт Кејзел, Емет Топино, Хектор Дајер, Френк Вајкоф) 40,0 СР
- 1928 :  Сједињене Државе (Френк Вајкоф, Џејмс Квин, Чарлс Бора, Хенри Расел) 41,0 СР
- 1924 :  Сједињене Државе (Френк Хаси, Луис Кларк, Лорен Марчисон, Алфред Лекони) 41,0 СР
- 1920 :  Сједињене Државе (Чарлс Падок, Џексон Шолз, Лорен Марчисон, Морис Кирксеј) 42,2 СР
- 1912 :  Уједињено Краљевство (Дејвид Џејкобс, Хенри Макинтош, Виктор Дарси, Вилијам Еплгарт)СР

#### Жене
- 2024 :  Сједињене Државе (Мелиса Џеферсон, Тваниша Тери, Габријела Томас, Ша'Кари Ричардсон) 41.78
- 2020 :  ЈАМ (Брајана Вилијамс, Елејн Томпсон, Шели-Ен Фрејзер-Прајс, Шерика Џексон) 41.02
- 2016 :  Сједињене Државе (Тијана Бартолета, Алисон Филикс, Инглиш Гарднер, Тори Боуви) 41.01
- 2012 :  Сједињене Државе (Тијана Медисон, Алисон Филикс, Бјанка Најт, Кармелита Џетер) 40,82 СР
- 2008 :  Русија (Јевгенија Пољакова, Александра Федорива, Јулија Гушчина, Јулија Чермошанска) 42,31
- 2004 :  Јамајка (Ејлин Бејли, Вероника Кембел, Тања Лоренс, Шерон Симпсон) 41,73
- 2000 :  Бахаме (Саватида Фајнс, Чандра Старуп, Полин Дејвис-Томсон, Деби Фергусон) 41,95
- 1996 :  Сједињене Државе (Кристи Гејнс, Гејл Диверс, Ингер Милер, Гвен Торенс) 41,95
- 1992 :  Сједињене Државе (Евелин Ешфорд, Естер Џоунс, Карлет Гидри, Гвен Торенс) 42,11
- 1988 :  Сједињене Државе (Алис Браун, Шила Еколс, Евелин Ешфорд, Флоренс Грифит-Џојнер) 41,98
- 1984 :  Сједињене Државе (Алис Браун, Џенет Болден, Чандра Чисборо, Евелин Ешфорд) 41,65
- 1980 :  Источна Немачка (Роми Милер, Бербел Векел, Ингрид Ауерсвалд, Марлис Гер) 41,60 СР
- 1976 :  Источна Немачка (Марлис Елзнер, Ренате Штехер, Карла Бодендорф, Бербел Векел) 42,55 ОР
- 1972 :  Немачка (Кристијана Краузе, Ингрид Миклер-Бекер, Анегрет Рихтер, Хајдемари Розендал) 42,81 СР
- 1968 :  Сједињене Државе (Барбара Ферел, Маргарет Бејлс, Милдрет Нетер, Вајома Тајус) 42,88 СР
- 1964 :  Пољска (Тереса Чепли, Ирена Кирзенштајн, Халина Горецка, Ева Клобуковска) 43,6 СР
- 1960 :  Сједињене Државе (Марта Хадсон, Лусинда Вилијамс, Барбара Џоунс, Вилма Рудолф) 44,5 (полуфин. 44,4 СР)
- 1956 :  Аустралија (Ширли Стрикланд де ла Ханти, Норма Крокер, Флер Мелор, Бети Катберт) 44,5 СР
- 1952 :  Сједињене Државе (Меј Фагс, Барбара Џоунс, Џенет Моро, Кетрин Харди) 45,9 СР
- 1948 :  Холандија (Ксенија Стад-де Јонг, Нети Вицијерс-Тимер, Герда ван дер Каде-Каудајс, Фани Бланкерс-Кун) 47,5
- 1936 :  Сједињене Државе (Харијет Бланд, Анет Роџерс, Бети Робинсон, Хелен Стивенс) 46,9 СР
- 1932 :  Сједињене Државе (Мери Керју, Евелин Ферч, Анет Роџерс, Вилхемина вон Бремен) 46,9 СР
- 1928 :  Канада (Фани Розенфелд, Етел Смит, Џејн Бел, Миртл Кук) 48,4 СР

### Светско првенство у атлетици

#### Мушкарци
- 2023:  Сједињене Државе (Кристијан Колеман, Фред Керли, Брендон Карнс, Ноа Лајлс) 37,38
- 2022:  Канада (Ерон Браун, Џером Блејк, Брендон Родни, Андре Деграс) 37,48
- 2019:  Сједињене Државе (Кристијан Колеман, Џастин Гатлин, Мајк Роџерс, Ноа Лајлс) 37,10
- 2017:  Уједињено Краљевство (Чиџинду Уџа, Адам Гемили, Дени Талбот, Натанил Мичел-Блејк) 37,47
- 2015:  Јамајка (Неста Картер, Асафа Пауел, Никел Ешмид, Јусејн Болт) 37,36
- 2013:  Јамајка (Неста Картер, Кемар Бејли Кол, Никел Ешмид, Јусејн Болт) 37,36
- 2011:  Јамајка (Неста Картер, Мајкл Фрејтер, Јохан Блејк, Јусејн Болт) 37,04 СР
- 2009:  Јамајка (Стив Малингс, Мајкл Фрејтер, Јусејн Болт, Асафа Пауел) 37,31
- 2007:  Сједињене Државе (Дарвис Патон, Волас Спирмон, Тајсон Геј, Лирој Диксон) 37,78
- 2005:  Француска (Лађи Дукуре, Ронал Поњон, Еди Де Ле Пен, Лијеј Дови) 38,08
- 2003:  Сједињене Државе (Џон Кејпел, Бернард Вилијамс, Дарвис Патон, Џошуа Џ. Џонсон) 38,06
- 2001:  Јужна Африка (Морн Нејџел, Корн Ду Плези, Ли-Рој Њутон, Метју Квин) 38,47
- 1999:  Сједињене Државе (Џон Драмонд, Тим Монтгомери, Брајан Луис, Морис Грин) 37,59
- 1997:  Канада (Роберт Есми, Гленрој Гилберт, Брини Сирен, Донован Бејли) 37,86
- 1995:  Канада (Роберт Есми, Гленрој Гилберт, Брини Сирен, Донован Бејли) 38,31
- 1993:  Сједињене Државе (Џон Драмонд, Андре Кејсон, Денис Мичел, Лирој Барел) 37,48 СР
- 1991:  Сједињене Државе (Андре Кејсон, Лирој Барел, Денис Мичел, Карл Луис) 37.50 СР
- 1987:  Сједињене Државе (Ли Макреј, Ли Макнил, Харви Гланс, Карл Луис) 37,90
- 1983:  Сједињене Државе (Емет Кинг, Вили Голт, Калвин Смит, Карл Луис) 37,86 СР

#### Жене
- 2023:  Сједињене Државе (Тамари Дејвис, Тваниша Тери, Габријеле Томас, Шакари Ричардсон) 41,03 РШ
- 2022:  Сједињене Државе (Мелиса Џеферсон, Еби Штајнер, Џена Прандини, Тваниша Тери) 41,14
- 2019:  Јамајка (Наталиа Вајт, Шели Ен Фрејзер, Џонил Смит, Шерика Џексон) 41,44
- 2017:  Сједињене Државе (Алија Браун, Алисон Феликс, Моролејк Акиносун, Тори Боуви) 41,82
- 2015:  Јамајка (Вероника Кембел-Браун, Наташа Морисон, Елејн Томпсон, Шели Ен Фрејзер) 41,07 РШ
- 2013:  Јамајка (Кари Расел, Керон Стјуарт, Шилони Калверт, Шели Ен Фрејзер) 41,29 РШ
- 2011:  Сједињене Државе (Бјанка Најт, Алисон Феликс, Маршевет Мајерс, Кармелита Џетер) 41,56
- 2009:  Јамајка (Симон Фејси, Шели Ен Фрејзер, Ејлин Бејли, Керон Стјуарт) 42,06
- 2007:  Сједињене Државе (Лорин Вилијамс, Алисон Феликс, Микејли Барбер, Тори Едвардс) 41,98
- 2005:  Сједињене Државе (Анџела Дајгл, Муна Ли, Ме'Лиса Барбер, Лорин Вилијамс) 41,78
- 2003:  Француска (Патрисија Жирар-Лено, Мирјел Иртис, Силвијан Феликс, Кристин Арон) 41,78
- 2001:  Немачка (Мелани Пашке, Габи Рокмајер, Биргит Рокмајер, Марион Вагнер) 42,32
- 1999:  Бахаме (Саватида Фајнс, Чандра Старуп, Полин Дејвис-Томпсон, Деби Фергусон) 41,92
- 1997:  Сједињене Државе (Кристи Гејнс, Мерион Џоунс, Ингер Милер, Гејл Диверс) 41,47 РШ
- 1995:  Сједињене Државе (Селина Монди-Милнер, Карлет Гидри-Вајт, Кристи Гејнс, Гвен Торенс) 42,12
- 1993:  Русија (Олга Богословска, Галина Малчугина, Наталија Воронова, Ирина Привалова) 41,49 РШ
- 1991:  Јамајка (Далија Духејни, Џулијет Катберт, Беверли Макдоналд, Мерлин Оти) 41,94
- 1987:  Сједињене Државе (Алис Браун, Дајана Вилијамс, Флоренс Грифит-Џојнер, Пам Маршал) 41,58 РШ
- 1983:  Источна Немачка (Зилке Гладиш-Милер, Марита Кох, Ингрид Ауерсвалд-Ланге, Марлис Гер) 41,76